# Nkomilagunen
Nkomilagunen (franska: lagune Nkomi eller lagune Fernan-Vaz) är en lagun i Gabon, vid södra kanten av Ogooués delta. Den ligger i provinsen Ogooué-Maritime, i den västra delen av landet, 210 km söder om huvudstaden Libreville. Arean är 806 kvadratkilometer. Den är 72 kilometer lång och 16 kilometer bred. Floden Rembo Nkomi mynnar i lagunen.
Namnen kommer från nkomifolket som levde vid lagunen och från portugisen Fernan (Fernão) Vaz, som ska ha utforskat kustområdet men om vilken lite är känt.